# Aleksandrowsk (Rosja)
Aleksandrowsk – miasto w Rosji, w Kraju Permskim. W 2010 roku liczyło 14 495 mieszkańców.